# Shot of Love
Shot of Love ist das 21. Studioalbum von Bob Dylan. Es erschien am 23. Juni 1981 bei Columbia Records. Nach Slow Train Coming und Saved ist es das letzte Album von Dylans "Christlicher Phase".
Der bekannteste Song auf der Platte ist Every Grain of Sand. Lenny Bruce is Dead beschäftigt sich mit dem amerikanischen Comedian Lenny Bruce.

## Titelliste
Seite 1 (LP)
1.	"Shot of Love"	4:18
2.	"Heart of Mine"	4:29
3.	"Property of Jesus"	4:33
4.	"Lenny Bruce"	4:32
5.	"Watered-Down Love"	4:10
Seite 2 (LP)
1.	"The Groom's Still Waiting at the Altar"	4:04
2.	"Dead Man, Dead Man"	4:03
3.	"In the Summertime"	3:36
4.	"Trouble"	4:32
5.	"Every Grain of Sand"	6:12